# Didier Queloz
Didier Patrick Queloz (23 februari 1966) is Zwitsers professor aan de Astronomische Faculteit van de Universiteit van Genève. Hij  ontdekte samen met Michel Mayor de eerste extrasolaire planeet in het sterrenbeeld Pegasus.

## Biografie
Queloz studeerde aan de Universiteit van Genève waar hij achtereenvolgens in 1990 een mastergraad in de natuurkunde behaalde, een Diplôme d'études approfondies (DEA) in de astronomie en astrofysica in 1992 en promoveerde drie jaar later onder begeleiding van Zwitserse astrofysicus Michel Major als promotor.
Gebruikmakend van een spectrograaf met hoog oplossend vermogen, konden ze in 1995 het bestaan aantonen van een om de ster Pegasus 51 roterende, jupiterachtige planeet.
Het bestaan van 51 Pegasi B, zoals de Joviaanse planeet sindsdien genoemd wordt, werd op 12 oktober 1995 door de Amerikaanse wetenschappers Marcy en Butler bevestigd en geldt als mijlpaal in de geschiedenis van de astronomie. Queloz en Mayer's ontdekking zorgde voor een intensieve zoektocht naar exoplaneten die rond andere sterren bevinden.
Mayor en Queloz kregen hiervoor samen de Nobelprijs voor Natuurkunde 2019 die ze mochten delen met James Peebles 'voor bijgedragen aan ons begrip van de evolutie van het heelal en de plek van de aarde in de kosmos'.
Na deze ontdekkingen werd Queloz in 2008 benoemd tot hoogleraar aan de Universiteit van Genève, en in 2012 ook hoogleraar aan het Cavendish-laboratorium van de Universiteit van Cambridge.
In 2009 werd er een planetoïde naar hem genoemd (177415) Queloz. Queloz kreeg in 2017 de Wolfprijs voor natuurkunde.